# Cytherella vandenboldi
Cytherella vandenboldi is een mosselkreeftjessoort uit de familie van de Cytherellidae. De wetenschappelijke naam van de soort is voor het eerst geldig gepubliceerd in 1972 door Sissingh.